# スピッツァー (小惑星)
スピッツァー (2160 Spitzer) は小惑星帯の小惑星である。ゲーテ・リンク天文台で行なわれたインディアナ小惑星計画で発見された。
プラズマや星間物質の研究で知られる、アメリカ合衆国の理論天体物理学者、ライマン・スピッツァーJr.に因んで命名された。